# هلموت زیمو
هلموت جی. زینو یک شخصیت خیالی ابرشرور در کتابهای کمیک آمریکایی منتشر شده توسط مارول کامیکس است، که معمولاً به عنوان مخالف ابرقهرمان کاپیتان آمریکا و انتقام جویان ، ظاهر می شود . او فرزند بارون هاینریش زینو است. این شخصیت برای اولین بار در کاپیتان آمریکا شماره ۱۶۸ (دسامبر ۱۹۷۳) ظاهر شد و توسط روی توماس ، تونی ایزابلا و سالو بوسکم ساخته شده است. 
در سال ۲۰۰۹ ، هلموت زینو به انتخاب آی جی آن عنوان چهلمین بزرگترین شرور کتابهای کمیک در همه زمان ها قرار گرفت.  دانیل برول شخصیت این فیلم را در فیلم سینمایی دنیای سینمایی مارول به نام کاپیتان آمریکا: جنگ داخلی (۲۰۱۶) بازی میکند و بار دیگر این نقش را در سریال فالکون و سرباز زمستان (۲۰۲۰) نقش آفرینی کرد و او همچنین در زینو کات نیز حضور داشت.